# Eurhizococcus
Eurhizococcus är ett släkte av insekter. Eurhizococcus ingår i familjen pärlsköldlöss.
Kladogram enligt Catalogue of Life:
| Eurhizococcus | \| \| Eurhizococcus brasiliensis \| \| \| \| \| \| Eurhizococcus brevicornis \| \| \| \| \| \| Eurhizococcus colombianus \| \| \| \| |
|               | \| \| Eurhizococcus brasiliensis \| \| \| \| \| \| Eurhizococcus brevicornis \| \| \| \| \| \| Eurhizococcus colombianus \| \| \| \| |
|               | Eurhizococcus brasiliensis |
|               | |
|               | Eurhizococcus brevicornis |
|               | |
|               | Eurhizococcus colombianus |
|               | |